# Claie d'infamie
Pour les articles homonymes, voir Claie.
Sous l'Ancien Régime, la claie d'infamie désignait la claie sur laquelle on plaçait le corps des suicidés, des duellistes et de certains suppliciés, pour être traîné ensuite par un cheval jusqu'au lieu d'inhumation.
Cette peine infamante ne fut définitivement supprimée qu'à la Révolution. Un historien rapporte ainsi qu'« au milieu des années 1730, le cadavre d'une suicidée est encore tracté publiquement dans les rues de Genève sur la claie d'infamie ». En Champagne, selon un arrêt datant de 1686, un bourreau était payé 10 livres pour brûler vif un condamné, 15 livres pour le rompre sur la roue ou lui trancher la tête, et 6 livres « pour [le] traîner sur la claie, jeter à la voirie, avec le louage du cheval et de la charrette ».
Après l'abolition du supplice, le terme fut employé au XIXe siècle dans un sens figuratif. Ainsi Ponson du Terrail : « ...si madame de Maucroix a le malheur d'aimer, elle aura beau cacher son amant, elle aura beau envelopper son amour de mystère et de silence, je découvrirai l'un et l'autre et je la traînerai à mon tour sur la claie d'infamie où ils m'ont étendue en 
plein soleil. » On disait aussi plus simplement « traîner sur la claie ». Ainsi Victor Hugo :

« Chaque jour rayonnant qui passe sous les cieux
Est un bourreau qui vient me traîner sur la claie. »

Ce supplice corporel et infamant pouvait aussi être appliqué avant l'exécution : "on réserve aux coupables des plus grands crimes la honte d'être traînés sur une claie jusqu'au lieu du supplice".